# Attaque de Niafunké
Guerre du Mali
Batailles
L'attaque de Niafunké a lieu le 24 novembre 2023 pendant la guerre du Mali.

## Déroulement
L'attaque est revendiquée le lendemain par le Groupe de soutien à l'islam et aux musulmans (GSIM), qui affirme avoir mené « une attaque à grande échelle »,. Celle-ci débute par l'explosion d'un véhicule kamikaze, qui brise les premières défenses de la base,. Le GSIM affirme avoir « pris le contrôle du camp ».
L'armée malienne n'évoque l'attaque que dans un bref communiqué, où elle reconnaît seulement avoir subi des tirs d'obus à Niafunké et à Goundam. Elle affirme que les assaillants ont « tenté d'occuper en vain ces emprises », avant d'être « repoussés » et « mis en déroute ».
Cependant des vidéos diffusées le 25 novembre montrent les djihadistes maîtres du camp de Niafunké,. D'après RFI, « les combattants du Jnim se mettent également en scène, roulant à moto entre les corps des soldats maliens gisant au sol, juste à l'extérieur du camp ».

## Pertes
L'armée malienne ne communique aucun bilan. Le GSIM affirme pour sa part avoir tué plusieurs dizaines de soldats maliens et fait deux prisonniers. Cinq véhicules sont également capturés. RFI indique pour sa part que « des sources locales évoquent un bilan approximatif d'une cinquantaine de soldats maliens tués ».